# I Love You, Honeybear
| Đánh giá chuyên môn  | Đánh giá chuyên môn |
| Điểm trung bình      | Điểm trung bình     |
| Nguồn                | Đánh giá            |
| -------------------- | ------------------- |
| Metacritic           | 88/100              |
| Nguồn đánh giá       |                     |
| Nguồn                | Đánh giá            |
| AllMusic             | [ 2 ]               |
| The A.V. Club        | A-                  |
| Consequence of Sound | A-                  |
| Exclaim!             | 10/10               |
| The Guardian         | [ 6 ]               |
| Pitchfork Media      | 8.8/10              |
| Popmatters           | 7/10                |
| Rolling Stone        | [ 9 ]               |
| Spin                 | 9/10                |

I Love You, Honeybear là album phòng thu thứ hai của ca sĩ-nhạc sĩ Josh Tillman dưới nghệ danh Father John Misty phát hành ngày 10 tháng 2 năm 2015 qua hãng đĩa Sub Pop. Album được sản xuất bởi Tillman và Jonathan Wilson, đây là album thứ hai của Tillman từ khi rời Fleet Foxes. Album được hòa âm Phil Ek, và master bởi Greg Calbi tại Sterling Sound. Theo Tillman, đây là một album chủ đề.

## Sản xuất

### Thu âm
I Love You, Honeybear được thu âm năm 2013 và 2014 ở Los Angeles. Album được sản xuất bởi Jonathan Wilson và Tillman, hòa âm bởi Phil Ek và master ở Sterling Sound.

### Nhạc phẩm
Josh Tillman mô tả I Love You, Honeybear là một album chủ đề về chính anh. Album chia sẻ về cuộc sống của Tillman, và với vợ anh, Emma. Vì chủ đề cá nhân của album, Tillman lo lắng khi biểu diễn trực tiếp các bài hát và từng khó chịu khi chơi các bài hát cho người quen.
Tillman gọi "Bored In The USA" là một "bản ballad châm biếm." Tillman thêm tiếng cười vào bài hát như "một cách để trung hòa các ý tưởng khó chịu."

## Danh sách bài hát
Tất cả các ca khúc được viết bởi J. Tillman.
| STT | Nhan đề                                                 | Thời lượng |
| --- | ------------------------------------------------------- | ---------- |
| 1.  | "I Love You, Honeybear"                                 | 4:38       |
| 2.  | "Chateau Lobby #4 (in C for Two Virgins)"               | 2:50       |
| 3.  | "True Affection"                                        | 3:56       |
| 4.  | "The Night Josh Tillman Came to Our Apartment"          | 3:36       |
| 5.  | "When You're Smiling and Astride Me"                    | 4:34       |
| 6.  | "Nothing Good Ever Happens at the Goddamn Thirsty Crow" | 4:34       |
| 7.  | "Strange Encounter"                                     | 4:19       |
| 8.  | "The Ideal Husband"                                     | 3:35       |
| 9.  | "Bored in the USA"                                      | 4:22       |
| 10. | "Holy Shit"                                             | 4:01       |
| 11. | "I Went to the Store One Day"                           | 4:26       |

## Thành phần tham gia
Danh sách nhân sự dưới đây có đóng góp vào I Love You, Honeybear:
- Elizabeth Bacher 	-	Đàn violông
- Sasha Barr 	- Chỉ đạo nghệ thuật
- Arnie Barrera 	-	Kèn trompet
- Greg Calbi 	-	Chỉ đạo
- Jorge Cardenas 	-	Đàn violông
- Paul Cartwright 	-	Arranger, Mandolin, Mandolin Arrangement, String Arrangements, Strings, Violin
- Hector Castro 	-	Violin
- Daphne Chen 	-	Violin
- Keefus Ciancia 	-	Primary Artist
- Claire Courchene 	-	Cello
- Phil Ek	-	Hòa âm
- Bryce Gonzales 	-	Kỹ thuật
- Fred Herrera 	-	Horn Arrangements, String Arrangements
- Javier Rodriguez 	-	Trumpet
- Benji Lysaght 	-	Guitar, Primary Artist
- Alethea Mills 	-	Hát
- Gabriel Noel 	-	Bass, String Arrangements, Strings
- Alia Penner 	-	Bìa đĩa
- Andres Renteria 	-	Congas
- Stacey Rozich 	-	Vẽ bìa
- Farmer Dave Scher 	-	Lap Steel Guitar
- Chavonne Stewart 	-	Hát
- Thomas Lea 	-	Viola
- Emma Elizabeth Tillman 	-	Nhíp ảnh
- Josh Tillman 	-Chỉ đạo nghệ thuật, Soạn nhạc, Horn Arrangements, Primary Artist, Nhà sản xuất, String Arrangements
- Brian Walsh 	-	Clarinet
- Jonathan Wilson 	-	Hòa âm, Primary Artist, Nhà sản xuất

## Bảng xếp hạng
| BXH (2015)                                            | Vị trí cao nhất |
| ----------------------------------------------------- | --------------- |
| Australian Albums (ARIA)                              | 50              |
| New Zealand Albums (Recorded Music NZ)                | 36              |
| Swedish (Sverigetopplistan) Chart                     | 36              |
| Album Hoa Kỳ Billboard 200                            | 17              |
| Album Hoa Kỳ Top Alternative (Billboard)              | 3               |
| Album Hoa Kỳ Independent (Billboard)                  | 1               |
| Album Hoa Kỳ Top Tastemaker (Billboard)               | 1               |
| Đã nhập bảng xếp hạng không hợp lệ BillboardSales\|12 |                 |
| Album Hoa Kỳ Digital (Billboard)                      | 12              |
| Album Hoa Kỳ Top Rock (Billboard)                     | 3               |